# مدل برنامه‌ریزی اقتصادی شوروی
مدل برنامه‌ریزی اقتصادی شوروی، یک مدل خاص برنامه‌ریزی از اقتصاد دستوری است که توسط دولت‌های سوسیالیستی مارکسیست لنینیست مورد استفاده قرار می‌گرفت و برگرفته از اقتصاد اتحاد جماهیر شوروی بود. اگرچه در میان این اقتصادها اختلافاتی قابل توجه وجود دارد، اما مدل برنامه‌ریزی شوروی و اقتصاد مدل شوروی، به ویژگی‌های ساختاری اصلی مشترک میان این اقتصادها اشاره دارد.
مدل اقتصادی شوروی یک شکل از برنامه‌ریزی اقتصادی است که دربرگیرنده ویژگی‌هایی مانند تصمیمات سرمایه‌گذاری منطبق بر تمرکزگرایی، تخصیص اداری ورودی‌های اقتصادی، تعادل اجناس برای دستیابی به تعادل میان ورودی‌های موجود و خروجی‌های هدفمند و تا حدودی استفاده از برنامه‌ریزی خطی برای بهینه‌سازی برنامه‌ریزی‌ها، است.

## ویژگی‌ها

### موسسات
موسسات عمده برنامه‌ریزی شوروی در اتحاد جماهیر شوروی عبارت بودند از (گاسپلن)، یک سازمان برنامه‌ریزی و (گاسناب)، سازمانی برای تخصیص منابع دولتی بین سازمان‌ها و شرکت‌های مختلف در اقتصاد و شرکت‌هایی که در تولید و تحویل کالاها و خدمات در اقتصاد نقش داشتند. این شرکت‌ها با برنامه‌هایی که توسط گاسپلن طراحی شده بود، از انجمن‌های تولیدی و موسساتی مجزا تشکیل شده و با هم مرتبط بودند.

### تعادل اجناس
برنامه‌ریزی بر اساس تعادل اجناس، عملکرد اصلی گاسپلن در اتحاد جماهیر شوروی بود. این روش برنامه‌ریزی شامل ارزیابی تأمین مواد در واحدهای طبیعی (برخلاف شرایط پولی) بود که برای حصول توازن در عرضهٔ ورودی‌های موجود با خروجی‌های هدفمند استفاده می‌شد. متعادل سازی مواد شامل بررسی ورودی‌ها و مواد خام موجود در اقتصاد و سپس ایجاد تعادل آن‌ها با خروجی‌های هدفمند مشخص شده توسط صنعت، با استفاده از یک ترازنامه برای دستیابی به تعادل بین عرضه و تقاضا است. این تعادل برای طراحی یک برنامه در سطح اقتصاد ملی استفاده می‌شود.